# Iridopteryx iridipennis
Iridopteryx iridipennis es una especie de mantis de la familia Iridopterygidae. Es la única especie del género monotípico Iridopteryx.

## Distribución geográfica
Se encuentra en Sri Lanka.